# 岸谷五朗
岸谷 五朗（きしたに ごろう、1964年〈昭和39年〉9月27日 - ）は、日本の俳優・ディスクジョッキー・演出家。所属事務所はアミューズ。企画ユニット「地球ゴージャス」のメンバー。O型。妻は元プリンセス プリンセスの岸谷香（旧姓・奥居）。身長175cm。

## 経歴
東京都武蔵野市出身。東京都立小平高等学校卒業。中央大学商学部中退。中大在学中の1983年に三宅裕司が主宰する劇団スーパー・エキセントリック・シアターに入団。履歴書に特攻服姿の自分の写真を使う、入団試験の課題の一人芝居として、土下座する相手を死刑にするという芝居を行うなどして三宅を驚かせた。同年に若手公演の『夜明けのミステリーはローズマリー風味』で初舞台を踏み、看板俳優として活躍。1987年に同劇団の寺脇康文、山田幸伸とユニット「SET隊」（せったい）を結成し、ラジオドラマやコントなどの活動を行う。
役者として独り立ちする為1994年に劇団を退団。この後、テレビ局のメイクルームで三宅と鉢合せし、三宅からは『大物になった』という趣旨で冷やかされ、恐縮したと話している。同時に退団した寺脇とは、企画ユニット「地球ゴージャス」を結成。寺脇とは、地球ゴージャス公演の脚本を執筆する際にお互いの家を行き来する仲でもある。
1990年10月から1994年9月までTBSラジオで放送していた『岸谷五朗の東京RADIO CLUB』（以下『レディクラ』）で初めてディスクジョッキーとなり、中継コーナーや後期の金曜日→木曜日にはホンジャマカの恵俊彰と共演。この番組がきっかけで2人の知名度が急上昇。映画『月はどっちに出ている』では主役に抜擢され、以後（寺脇康文より若干遅く）テレビドラマや映画に引っ張りだことなる。連続テレビ小説『てるてる家族』では関西弁を音符に置き換えて習得した。
また、『レディクラ』開始前の事前番組（レギュラー開始直前の週に番組紹介を目的とした帯番組が放送された）である「レディオクラブ発射寸前」にて『ポップン・ルージュ』担当のプリンセス プリンセスのヴォーカリスト・奥居香がゲストとして登場した時、番組中に壮絶な喧嘩を開始し「このアマ!」と放送禁止用語を生放送で叫んだ。しかし、奥居はその後も同番組には頻繁にゲスト出演しており、1996年6月28日に2人は結婚。プロポーズはその4 - 5日前で、岸谷の自宅でビールを飲み、柿の種をつまみながら「オレと一緒に記者会見を開きませんか」と切り出し、奥居が「そうしますかー」と応じた。現在、2児の父親。岸谷は、奥居制作の番組企画用デモテープを奥居宅まで取りに行った、奥居宅の近所で一緒に飲んだ、一緒にJリーグの試合を観に行った、と『レディクラ』内で奥居との交際をリスナーに報告していた。
2000年、ドラマ『最後のストライク』で闘病中の津田恒美を演じるため、8日間で約8キロの減量をした。
2009年公開の『キラー・ヴァージンロード』で初の映画監督に挑んだ。
2011年8月には、劇団EXILE W-IMPACT『レッドクリフ 〜愛〜』では、スタッフの一員として演出を担当する。
2011年10月公開の主演映画『夜明けの街で』について、「作品の結末を観に行った人と話すことで人間の多面性を感じることができる」、と語っている。

## 人物
金曜日の『レディクラ』直後に放送されていたTMNの『スーパーギャング』の番組中、突発的に小室哲哉が、『（小規模の）イベントをやりたい』、『そのMCに岸谷はどうか』という趣旨の発言をしたため、スタッフの配慮からか既に帰宅途中であった岸谷が当時のTBS社屋（TMNが『スーパーギャング』を生放送していたラジオスタジオ）まで呼び戻されたことがある。その際、TMNのメンバーから『女の部屋にいたのか？』と質問をされて、『サウナにいた』と答えている。流れで『レディクラ』に度々ゲスト出演していたTMNのメンバーからは、『五朗ちゃん』と呼ばれていた。
岸谷は『レディクラ』、又は、その後発のラジオ番組内にて、『TMNの小室にフェラーリをくれるよう頼んだことがある』、『同小室は夜中に急に中華料理が食べたくなり、ヘリコプターを手配して香港へ食べに行ったことがある』という趣旨の逸話を話している。
世界エイズデーに全国で開かれている『AAA〜アクト・アゲインスト・エイズ』の発起人でもあり、1993年以降近年は主に武道館で、自らチャリティコンサートをプロデュース・演出し、募金活動を続けている。AAA関連の人物との交流が深く、ファンで事務所の先輩でもある桑田佳祐のラジオ番組『桑田佳祐のやさしい夜遊び』にも出演している。また、桑田の事を公の場では「大将」と呼んでいる。
ドラマ『みにくいアヒルの子』で北海道から東京に出てきた教師を演じたことがきっかけで、北海道に関係のある商品のCMに出ることが多い。
本田美奈子.とは舞台共演をきっかけに親交を深めた。本田の葬儀では弔辞を捧げた。
映画『平成無責任一家 東京デラックス』の出演者と共に『東京デラックスシンガーズ』として『HEY!HEY!HEY! MUSIC CHAMP』に出演した際には、深夜のお笑い番組でSET隊とダウンタウンが共演していた頃のエピソードを披露した。当時の収録現場のダウンタウンは、後輩である今田耕司等とつるみ、強面な空気を出していた、という趣旨の発言をした。ダウンタウンは、岸谷がお笑いを辞めて俳優として有名になったことを責めた。お互いに感慨深かったようで当時を懐かしみ、終始和気藹々とした空気であった。ダウンタウンからも『五朗ちゃん』と呼ばれていた。
2009年9月12日の『福山雅治のオールナイトニッポンサタデースペシャル・魂のラジオ』にて愛車は未だにマツダ・RX-7と告白していた。5万キロ走行。2012年現在も所有。
複数の作品で中国語を話す役をこなす。2024年の大河ドラマ「光る君へ」でも宋語を話すシーンがあり特訓をしたが、人物のキャラクターに合わせて、わざと下手に話した
2024年11月18日、福井県越前市「越前国府 千年のときをつむぐ大使」（略称・越前国府大使）に就任。
長男岸谷蘭丸の私立小学校お受験の際には金髪で面接に行っていた。

## 出演作品

### テレビドラマ
- 週末にラブソング（1988年、TBS）
- 追いかけたいの!（1988年、フジテレビ） - 太古
- スティル・ライフ−霧子とマリエの犯罪的同棲生活（1989年、TBS）[4]
- SET隊のあっ!（1989年、日本テレビ）
- ホットドッグ（1990年、TBS）
- 愛するということ（1993年、TBS）
- 大河ドラマ（NHK総合）
  - 琉球の風（1993年） - 徳川秀忠
  - 江〜姫たちの戦国〜（2011年） - 豊臣秀吉
  - 青天を衝け 第4話 - 第9話（2021年） - 井伊直弼
  - 光る君へ（2024年） - 藤原為時[5]
- この愛に生きて（1994年） - 標悠作
- 妹よ（1994年、フジテレビ） - 松井菊雄
- 恋人よ（1995年、フジテレビ） - 宇崎航平
- みにくいアヒルの子（1996年、フジテレビ） - 主演・平泉玩助 ※単独初主演
  - みにくいアヒルの子 春休みスペシャル（1997年4月1日）
  - みにくいアヒルの子 涙の卒業スペシャル（1998年3月31日）
  - みにくいアヒルの子 涙の再会スペシャル（2003年4月11日）
- 新春ドラマスペシャル『僕が僕であるために』（1997年1月3日、フジテレビ） - やきいも屋
- 月の輝く夜だから（1997年7月 - 9月、フジテレビ） - 門倉信
- ブラザーズ（1998年、フジテレビ） - 藤原真文
- なにさまっ!（1998年、TBS） - 主演・坂巻風太郎
- らせん（1999年7月 - 9月、フジテレビ） - 主演・安藤満男
- もう呼ぶな、海!（1999年、札幌テレビ制作日本テレビ系） - 善人
- 春のドラマスペシャル「奇跡の大逆転！」第2話「史上最悪の客」（2000年、TBS） - 惣一郎
- 最後のストライク（2000年、フジテレビ） - 主演・津田恒美
- 神様のいたずら（2000年、フジテレビ） - 主演・水島賢三
- アフリカポレポレ（2000年、NHK BS2） - 剛
- shin-D「クインテット」（2001年4月3日 - 4月24日、日本テレビ）
- SPEED STAR（2001年4月、日本テレビ） - 松崎
- 世界で一番熱い夏（2001年、TBS） - 主演・神大輔
- 鉄道員/青春編（2002年、テレビ朝日） - 佐藤乙松
- 成り上がり（2002年、フジテレビ） - 特別出演
- 北の国から 2002遺言（2002年、フジテレビ） - 高村弘
- 怪談百物語 第5話「耳なし芳一」（2002年、フジテレビ） - 芳一
- またも辞めたか亭主殿〜幕末の名奉行・小栗上野介〜（2003年、NHK総合） - 主演・小栗上野介
- ダイヤモンドガール（2003年、フジテレビ） - 鍋島耕介
- 連続テレビ小説「てるてる家族」（2003年10月 - 2004年3月、NHK総合） - 岩田春男
- 一番大切な人は誰ですか?（2004年10月 - 12月、日本テレビ） - 松ヶ谷要
- 青春の門〜筑豊篇〜（2005年、TBS） - 塙竜五郎
- ドラマW（WOWOW）
  - アウトリミット（2005年） - 井川
  - Go Ape ゴー・エイプ（2009年3月） - 尾子
  - 横山秀夫サスペンス 第2話「誤報」（2010年3月21日） - 高梨透
- 生きたい〜家族の命リレー・生体肝移植〜（2005年、テレビ朝日） - 兵藤浩太郎
- 地球ゴージャスな夜（2006年4月5日 - 5月3日、日本テレビ） - 将人
- 土曜プレミアム（フジテレビ）
  - 仕掛人・藤枝梅安（2006年11月4日） - 藤枝梅安
  - 愛馬物語（2008年5月）
- 愛の流刑地（2007年3月、日本テレビ） - 村尾菊治
- 夜の終る時（2007年12月10日、TBS） - 主演・菅井
- ファイブ（2008年1月、NHK総合） - 佐山健一
- 東京大空襲（2008年3月、日本テレビ） - 石川茂
- 恋空（2008年8月、TBS） - 田原勝治
- the 波乗りレストラン 第27話（2008年、日本テレビ） - 大西
- サムライ・ハイスクール（2009年、日本テレビ） - 望月信二
- 遠まわりの雨（2010年、日本テレビ） - 秋川起一
- 八日目の蝉（2010年、NHK総合） - 篠原文治
- 新春ワイド時代劇 白虎隊〜敗れざる者たち（2013年1月2日、テレビ東京） - 土方歳三
- ぴんとこな（2013年、TBS） - 河村世左衛門
- ぼんくら（2014年10月16日 - 12月18日、NHK総合） - 主演・井筒平四郎 [6]
  - ぼんくら2（2015年10月22日 - 12月3日、NHK総合） - 主演・井筒平四郎[7]
- 残念な夫。（2015年1月 - 3月、フジテレビ） - 細井茂
- 連続ドラマW（WOWOW）
  - テミスの求刑（2015年5月） - 田島亮二
  - 監査役 野崎修平（2018年1月14日 - 3月4日） - 武田真吾 
    - 頭取 野崎修平（2020年1月19日 - 2月16日） - 武田真吾
- 地味にスゴイ! 校閲ガール・河野悦子（2016年10月5日 - 12月7日、日本テレビ） - 茸原渚音 
  - 地味にスゴイ!DX　校閲ガール・河野悦子（2017年9月20日、日本テレビ） - 茸原渚音
- 脳にスマホが埋められた!（2017年7月 - 9月、読売テレビ） - 黒部仁
- 居酒屋ふじ 第10話（2017年、テレビ東京） - 岸谷五朗（本人）
- ウチの夫は仕事ができない（2017年、日本テレビ） - レイジ・カキタニ
- 黒薔薇 刑事課強行犯係 神木恭子（2017年12月16日、テレビ朝日） - 折原圭作 
  - 黒薔薇2 刑事課強行犯係 神木恭子（2019年9月22日、テレビ朝日） - 折原圭作
- 警視庁さがし物係（2018年2月11日、テレビ朝日） - 主演・沢村耕作
- 天 天和通りの快男児（2018年10月 - 12月、テレビ東京） - 主演・天貴史[8]
  - 天 赤木しげる葬式編（2019年12月29日、テレビ東京） - 主演・天貴史 [9]
- 中学聖日記（2018年11月27日 - 12月18日、TBS） - 島崎康介
- 逃亡料理人ワタナベ（2019年3月23日 - 4月27日、ひかりTV） - 出口[10]
- 郷土創生譚キョードライザー（2019年、ひかりTV他） - ナレーター
- 我が家のヒミツ 第4話・第5話（2019年3月、NHK BSP） - 大塚康夫
- ドラマスペシャル 最上の命医2019（2019年10月2日、テレビ東京） - 佐久間耕作
- 孤独のグルメ Season8 第3話（2019年10月19日、テレビ東京） - 武者小路朱雀 役
- 少年寅次郎 第4話・第5話（2019年11月9日・11月16日、NHK総合） - 坪内散歩
- 横山秀夫サスペンス （テレビ東京）
  - 沈黙のアリバイ（2020年10月26日、テレビ東京） - 村瀬恭一[11]
  - モノクロームの反転（2020年11月9日、テレビ東京） - 主演・村瀬恭一[11]
  - 第三の時効（2021年11月29日、テレビ東京） - 村瀬恭一　
  - ペルソナの微笑（2023年1月23日、テレビ東京） - 村瀬恭一
- 相棒シリーズ（テレビ朝日）
  - season19 元日スペシャル 第11話  ｢オマエニツミハ｣ （2021年1月1日） - 大沼浩司（仁江浜光雄）
- 恋です！〜ヤンキー君と白杖ガール〜（2021年10月6日 - 12月15日、日本テレビ） - 赤座誠二[12]
- 特集ドラマ「天城越え」（2025年3月23日：BS8K、5月10日：BSプレミアム4K、6月14日：NHK BS） - 田島貞藏[13]
- 初恋DOGs（2025年7月1日 - 、TBS） - 本澤恵太[14]

### 映画
- 微熱少年（1987年、東宝）
- バトルヒーター（1989年、松竹富士） - 錆井三郎
- 月はどっちに出ている（1993年） - 主演・姜忠男
- ヒーローインタビュー（1994年、東宝） - 後藤
- 平成無責任一家 東京デラックス（1995年、東宝） - 主演・飴屋実
- バースデイプレゼント（1995年、東宝） - 主演・福田正吉 （和久井映見とW主演）
- マークスの山（1995年、松竹） - 山口
- CHAGE&ASKA CONCERT TOUR『SUPER BEST 3 MISSION IMPOSSIBLE』（1995年 - 1996年） - オープニングムービー・エンディングムービー
- アトランタ・ブギ（1996年） - 賭博する人
- 香港大夜総会 タッチ&マギー（1997年） - 立神雄作（タッチ）
- 私たちが好きだったこと（1997年） - 主演・北尾与志  ※岸谷五朗が原作を読み、心を惹かれ自ら企画をし映画化した。監督は「バタアシ金魚」「きらきらひかる」の松岡錠司。
- 犬、走る DOG RACE（1998年）
- 新・仁義の墓場（2002年） - 主演・石松陸夫
- オー・ド・ヴィ（2002年） - 主演・順三郎
- 命（2002年、東映） - 岡本心
- リターナー（2002年、東宝） - 溝口一哉
- ロード88 出会い路、四国へ（2004年、ギャガ） - 坂本
- 着信アリ（2004年、東宝） - 丘 ※特別出演
- 東京タワー（2004年、東宝） - 浅野星一郎
- テニスの王子様（2006年、松竹） - 越前南次郎  ※特別出演
- タイヨウのうた（2006年、松竹） - 雨音謙
- 大奥（2006年、東映） - 秋元但馬守喬知 ※友情出演
- 龍が如く 劇場版（2007年、東映） - 真島吾朗
- バッテリー（2007年、東宝） - 原田広
- 西遊記（2007年、東宝） - 銀角大王
- クローズZEROシリーズ - 滝谷英雄 
  - クローズZERO（2007年）
  - クローズZERO II（2009年）
- 相棒 -劇場版- 絶体絶命! 42.195km 東京ビッグシティマラソン（2008年、東映） - ランナー11821 ※友情出演
- FROGS on Screen（2008年） - 声の出演
- 夜明けの街で（2011年） - 主演・渡部和也
- つやのよる ある愛に関わった、女たちの物語（2013年、東映） - 太田
- 藁の楯 わらのたて
（2013年、ワーナー・ブラザース映画） - 警視庁刑事部捜査一課・奥村武
- ガッチャマン（2013年、東宝） - 南部博士
- アルカナ（2013年、日活） - 橋雄高
- 黒執事（2014年、ワーナー・ブラザース映画） - 猫磨実篤
- HIGH&LOW THE MOVIE2 END OF SKY（2017年） - 善信吉龍 
  - HiGH＆LOW THE MOVIE3 FINAL MISSION（2017年） - 善信吉龍
- あの子の、トリコ。（2018年） - 近藤啓
- まくをおろすな!（2023年）- 吉良上野介義央 [15]
- 帰ってきた あぶない刑事（2024年、東映） - 劉飛龍[16]
- 金子差入店（2025年） - 横川哲[17]

### インターネットドラマ
- チェイス 第1章（2017年 - 2018年） - 長谷川正 
  - チェイス 第二章（2018年） - 長谷川正
- No Activity／本日も異状なし（2021年12月17日配信開始、全6話、Amazon Prime Video) - 諌山
- サンクチュアリ -聖域-（2023年5月4日配信開始、全8話、Netflix） - 龍谷親方[18]
- HEART ATTACK（2025年3月20日、FOD） - 劉 [19]

### ラジオドラマ
- ラジオ図書館（TBSラジオ）
  - 風の伝説：ターフを駆け抜けたサラブレッドたち（1992年4月26日）
  - ラジオ局控室の物語（1993年4月18日）
- パパの恋人（2021年9月3日配信、NUMA） - 花田緑郎[20]
- 下町ロケット（KBCラジオ） - 佃航平[注 1]
  - 第3部　ゴースト編（2022年10月 - ）
  - 第4部　ヤタガラス編（2023年10月 - ）

### 舞台
- 企画ユニット・地球ゴージャス
  - vol.1 瓶詰めの地獄〜いつまでもたえることなくともだちでいよう〜（1995年）
  - vol.2 紙のドレスを燃やす夜―香港大夜総会―（1997年）
  - vol.3 地図にない街―DOHENEKE-HEKISHIN―（1999年）
  - vol.4 さくらのうた 〜幻の夏 …忘れさられた小さな心たちへのレクイエム（2000年）
  - vol.5 クインテット（2001年）
  - vol.6 カルテ（2002年）
  - vol.7 クラウディア（2004年）
  - アンコール公演　クラウディア（2005年）
  - vol.8 HUMANITY THE MUSICAL 〜モモタロウと愉快な仲間たち〜（2006年）[21]
  - vol.9 ささやき色のあの日たち（2007年）
  - vol.10 星の大地に降る涙（2009年）
  - vol.11 Xday（2010年）
  - vol.12 海盗セブン（2012年）
  - vol.13 クザリアーナの翼（2014年）
  - 地球ゴージャス 20th Anniversary Gala Concert（2015年）
  - vol.14 The Love Bugs（2016年）
  - vol.15 ZEROTOPIA（2018年）
  - vol.16 星の大地に降る涙 THE MUSICAL（2020年）
  - Broadway Musical The PROM（2021年）
  - 三十周年記念公演 儚き光のラプソディ（2024年）[22]
- Poemix（2003年）
- PoemixⅡ（2005年）
- トゥーランドット（2008年） - カラフ
- 歌うシャイロック（2023年-予定）　-シャイロック

### テレビアニメ
- ジャングルの王者ターちゃん♡（1993年10月14日 - 1994年9月29日、テレビ東京） - 主演・ターちゃん
- エグザムライ（2007年） - 主演・HIRO

### ゲーム
- ジャングルの王者ターちゃん♡ 世界漫遊大格闘の巻（1994年） - 主演・ターちゃん
- ドクターロートレックと忘却の騎士団（2011年） - 主演・ジャン＝ピエール・ロートレック

### 吹き替え
- アミューズメント・シアター バットマン（1990年、テレビ東京） - その他モブ
- チキンラン（2001年） - 主演・ロッキー （メル・ギブソン）
- フルメタル・ジャケット（2017年発売） - エイトボール（ドリアン・ヘアウッド）

### バラエティ
- ドーナツ6（1987年10月5日 - 1989年3月31日、TBS）
- SUPER WEEKEND LIVE 土曜深夜族（1988年4月10日 - 1989年2月5日、TBS）
- 三宅裕司のいかすバンド天国（1989年2月11日 - 1990年12月29日、TBS系）
- LIVE笑ME（日本テレビ）
- 全員出席!笑うんだってば（1989年10月28日 - 12月23日、日本テレビ）
- とんからりん（1990年4月1日 - 9月30日、日本テレビ）
- 星期六我家的電視・三宅裕司の天下御免ね!（1991年10月5日 - 1992年9月26日、TBS系）
- 萬金譚ドラドラ（日本テレビ）

### ラジオ
- 三宅裕司のヤングパラダイス（1984年2月6日 - 1990年3月29日、ニッポン放送）
- 岸谷五朗の東京RADIO CLUB（1990年10月8日 - 1994年9月30日、TBSラジオ）
- 岸谷五朗の今夜はできるかな（TBSラジオ）
- 岸谷五朗VS寺脇康文（TBSラジオ）
- ぷんぷん五朗佐とにこにこ脇衛門
- 三宅裕司のサンデーヒットパラダイス（2011年10月9日 - 10月30日・11月13日 - 12月18日、ニッポン放送） ※三宅裕司が病気療養に入ったため、代打パーソナリティとして出演。
- 桑田佳祐のやさしい夜遊び（不定期、TOKYO FM） ※寺脇康文とともに桑田佳祐がライブ時の代行DJとして出演。

### CM
- AGF 『ブレンディ』ブレンディ刑事
- ジャストシステム 『一太郎』
- 東芝
  - 『バズーカ』
  - 『アリーナ』
- KIRIN『冬仕立て』
- ハウス食品
  - 『北海道シチュー』
  - 『洋食倶楽部 ビーフカレー』
  - 『オーザック』
- 大正製薬『ゼナ』
- 日清食品『ラーメン屋さん』
- サントリー『スーパーHOP'S生』※中居正広と共演
- 日本マクドナルド『サムライマック「選んだ道」篇』（2022年12月 ）※堺雅人と共演[23]
- キリンビール『キリン一番搾り生ビール』（2024年4月）※志尊淳と共演[24]

## 音楽

### CD
- あの鐘を鳴らせ（1992年／ソニーレコード） - 岸谷自身が作詞、後に結婚する奥居香が作曲。C/W曲「明日、吹く風」は木根尚登作曲。
  - 当時放送されていた「岸谷五朗の東京RADIO CLUB」では、「高音が出ない」「歌声が外れている」などと散々ネタにされた。
- 東京デラックス（1995年／エピックソニー） - 映画『平成無責任一家 東京デラックス』のサントラ。東京スカパラダイスオーケストラが制作。同映画出演者と共に「東京デラックスシンガーズ」のメインボーカルとして参加。
- Brave Love, TIGA（1996年10月21日／エアーズ） - 『ウルトラマンティガ』ED主題歌。岸谷を団長とする、チャリティーユニット「地球防衛団」として参加。プロデューサーも担当。
- Let's try again（2011年5月25日／アミューズソフトエンタテインメント） - チーム・アミューズ!!として参加。

### 参加作品
- THE MONSTER 〜Someday〜

EXILEのシングル。
M-3「愛すべき未来へ」のストーリーを担当。

## 演出
- 劇団EXILE W-IMPACT『レッドクリフ 〜愛〜』（2011年8月、ル テアトル銀座 by PARCO） - 演出
- ミュージカル『SONG WRITERS』（2013年・2015年、シアタークリエ） - 演出
- ミュージカル『ラディアント・ベイビー〜キース・ヘリングの生涯』（2016年6月、シアタークリエ） - 演出[25]
- ミュージカル『キンキーブーツ』（2016年、新国立劇場中劇場 / オリックス劇場） - 日本版演出協力・上演台本

## 受賞歴
- 1993年
  - 第48回毎日映画コンクール 男優主演賞（『月はどっちに出ている』）
  - 第67回キネマ旬報賞 新人男優賞（『月はどっちに出ている』）
  - 第36回ブルーリボン賞 新人賞（『月はどっちに出ている』）
  - 第17回日本アカデミー賞 新人俳優賞（『月はどっちに出ている』）[26]
  - 第8回高崎映画祭 最優秀新人男優賞（『月はどっちに出ている』）
- 1994年
  - 第1回ザテレビジョンドラマアカデミー賞 助演男優賞（『この愛に生きて』）[27]
  - 第4回TV-LIFE年間ドラマ大賞 新人賞（『この愛に生きて』）[28]
  - 第3回ザテレビジョンドラマアカデミー賞 助演男優賞（『妹よ』）[29]
- 1998年
  - 第17回ザテレビジョンドラマアカデミー賞 助演男優賞（『ブラザーズ』）[30]
- 2002年
  - 第26回日本アカデミー賞 優秀助演男優賞（『リターナー』）[31]
  - 第12回日本映画プロフェッショナル大賞 主演男優賞（『新・仁義の墓場』）